# Walter Schachinger
Walter Schachinger (* 26. Februar 1883 in München; † 28. März 1962 ebenda) war ein deutscher Maler.

## Leben
Walter Gabriel Ignaz Schachinger wurde am 26. Februar 1883 als Sohn des Blumen- und Porträtmalers Gabriel Schachinger in München geboren. Schon in jungen Jahren malte er unter Anleitung von Wilhelm Leibl, mit dem sein Vater ein gemeinsames Atelier hatte. Mit 17 Jahren trat er in die Akademie der Bildenden Künste in München ein und war dort Schüler von Rudolf von Seitz, Hugo von Habermann und Wilhelm von Diez. Wie sein Vater zeigte Walter Schachinger eine besondere Begabung für die Porträtmalerei und schuf unter anderem Porträts prominenter Künstler wie Enrico Caruso und Elly Ney. Er malte auch Stillleben, Blumen-, Landschafts- und Architekturbilder. Er war Mitglied der Künstlergesellschaft Allotria und bis 1945 bei Kunstausstellungen im Haus der Kunst vertreten; 1920 nahm er an einer Sonderausstellung in Amsterdam teil.
Daneben widmete sich Walter Schachinger mit großem Engagement der Musik. Er studierte bei Kapellmeister Adolf Vogel die Dirigentenkunst und gründete 1923 in München ein Kammerorchester, das er 15 Jahre lang leitete. 1927 wurde er von der Salzburger Mozartgemeinde der internationalen Stiftung „Mozarteum“ zum musikalischen Leiter der Münchner Ortsgruppe ernannt und leitete bis 1942 deren öffentliche Konzerte.
Walter Schachinger war mit der Malerin und Metallbildnerin Elisabeth Schachinger verheiratet. Ihre gemeinsame Tochter Rosemarie (* 1935) ist eine Keramikerin und Malerin.